# Сібола (Росія)
Сі́бола (рос. Сибола) — село в Кіровському районі Ленінградської області, Росія.